# Wasco
Wasco (Wascopum), Uz Tlakluite, najistočnije pleme Chinookan Indijanaca nastanjeno u blizini današnjeg The Dallesa u Oregonu, okrug Wasco. Ime ovog plemena došlo je po jednoj stijeni oblika šalice u blizini njihovog glavnog sela, odnosno od riječi  'wacq!ó' , 'cup or small bowl of horn'. Jezik Tlakluita (Wishram) i Wasca gotovo je identičan, a isto se može reći i za njihov način života i kulturu. Morse (1822), procjenjuje njihov broj na 900. Prema Wasco ugovoru iz 1855. preseljeni su na rezervat Warm Springs, gdje još uvijek žive njihovi potomci.
Wasco Indijanci sjedilački su narod koji je živio od ribolova (nekoliko vrsti lososa, jegulja i sl.), i kopanja jestivog korijenja. Losos se hvatao u proljeće i jesen mrežama i kopljima, dok su sitniju ribu lovili udicama i košarama. Ribarske stanice bile su privatno vlasništvo. Lososovo meso Indijanci spremali i za zimu, a ta riba bila je i važan artikl za trgovinu s drugim plemenima. Konzervirat su znali i bobice koje su sušili i također spremali za zimski period, kad je najviše prijetila glad.
Drvo i rog bile su glavne sirovine za izradu posuda i drugog pribora. Zdjele su proizvodili od drveta a žlice i drveta i rogova. Košare su pleli od cedrovog korijenja i raznih trava. Odjeća se izrađivala od kože, sastojala se od ogrtača koža medvjeda, vuka, kojota, rakuna, planinskih koza; bezrukavnih košulja od koža rakuna i kojota; pregača od rakunove kože, te mokasine od jelenske. 
Gradila su se dva tipa kuća, zimska polupodzemna kuća prekrivena cedrovom korom s platformom oko zidova koja služi umjesto kreveta. Ljetna kuća napravljena je od u tlo zabijenih smrekovih kolaca, prekrivena trskom-tule ili cedrovom korom. Ova kuća ima nekoliko ognjišta za 3 do 4 obitelji, koliko je u njoj moglo živjeti.
Wasco Indijanci, slično Wanapamima i drugim plemenima toga kraja prakticirali su deformaciju lubanje, a svako uho bušeno je s pet rupa. Odrasla osoba čija lubanja nije bila deformirana, nije smatrana ničim boljim od roba. Društvo je bilo podijeljeno na klase, to su bile poglavice (što se nasljeđivalo), običan puk i robovi. Mrtve su sahranjivali u kućama mrtvih, a robove su ponekad sahranjivali žive da budu u pratnji svojih gospodara. Klanske i totemske organizacije nisu poznavali a selo je bila glavna socijalna jedinica. Glavni plesovi bili su  'menstrual dance' ,  'guardian spirit dance'  i  'scalp dance' .

## Vanjske poveznice
- Kathyrn Lee, Wasco-Wishram and Watlala